# 倒角十二面體
在幾何學中，倒角十二面體是一種凸多面體，由12個五邊形和30個六邊形組成，那30個六邊形是全等的，惟非正六邊形。倒角十二面體共有42個面、120個邊和80個頂點，是五角化截半二十面體的對偶多面體。
是由正十二面體經由倒角變換產生的多面體，即是將正十二面體中的30條邊以六邊形取代所形成的凸多面體，因此倒角二十面體共有30個六邊形，而原本的五邊形被保留，但倒角變換產生的六邊形非正邊形。

## 等價的多面體
交錯截角菱形三十面體與倒角十二面體是相同的多面體，但是構成方式不太相同。交錯截角菱形三十面體是經過交錯截角變換構成的，即將其頂點不全部截掉，而是交錯截去，康威符號計為h，對於菱形三十面體會造成兩種結果：僅切去有五個相鄰面的頂點以及僅切去有三個相鄰面的頂點，而僅有切去相鄰五個面的頂點的多面體與倒角二十面體等價，因此若稱為交錯截角菱形三十面體存在歧意：可能為倒角二十面體或倒角十二面體。
交錯截角菱形三十面體就是切去頂點的菱形三十面體，但是只能切去五個相鄰面的頂點。這12個五階頂點（有五個相鄰面的頂點）可以被截成等長的，這使得原來的菱形面變成非正六邊形，截去的頂點成為正五邊形。它在頂點配置為6.6.6的兩面角是arccos(-1/sqrt(5)) = 116.565度，另一個在5.6.6的兩面角近似值為121.717 度。

## 相關多面體
| 類別 | 柏拉圖立體 | 柏拉圖立體 | 柏拉圖立體 | 柏拉圖立體 | 柏拉圖立體 | 卡塔蘭立體 | 卡塔蘭立體 |
| ---- | ---------- | ---------- | ---------- | ---------- | ---------- | ---------- | ---------- |
| 種子 | {3,3}      | {4,3}      | {3,4}      | {5,3}      | {3,5}      | aC         | aD         |
| 倒角 | cT         | cC         | cO         | cD         | cI         | caC        | caD        |